# 家在三峡
《家在三峡》是一部1995年的电视连续剧，胡炳榴任总导演，李羚、张康尔、马启厚、李祝华、韦国春主演。这是一部反应三峡移民的电视剧，把剧情放在一个小镇上，表现应丘悔、屈万金、屈三台三家离开家乡时的思想感情冲突，以小家的变迁来反应大时代。该剧曾获第五届五个一工程奖。

## 剧情
三峡工程开建，坝区的三闾镇必须在三个月内搬迁。县移民局副局长肖立华、三峡一施工公司经理秦道明相继赶来。秦道明22年前曾爱上应氏酒店18岁的姑娘应丘梅，但应丘梅与生产大队长屈万金定有娃娃亲，秦应二人终于被迫分手。已成应氏酒店老板的应丘梅从屈那里得知了秦的到来，病倒了。秦来探视，应的女儿水妹子接待了他，但应丘悔避而不见。
移民工作遇到一些老人阻拦。屈万金从己做起，由自己家开展丈量工作。秦得知水妹子是他的亲生女儿，要求相认，却遭应丘梅拒绝。肖立华来到酒店遭围攻，应丘梅出面解围。之后肖立华随屈三台等来应氏酒店，应丘悔被屈三台激怒下了逐客令。屈三台挑唆对应丘梅家强制丈量，屈万金赶到平息了事件。
屈三台由于屈万金的批评，造谣屈万金与应丘悔有暧昧关系，并教唆人为难应丘梅。秦道明站出来澄清。水妹子得知身世后跑进峡江，秦道明寻女时病倒了。应丘梅的思想终于转变，摘下了“应氏酒店”招牌。全真人举行了祭祖仪式，在屈万金带领下走向新生活。

## 评价
该剧在宏大背景下融合了移民命运的悲欢。移民实际上是生活方式的迁移，因而要求个人的暂时牺牲。全剧表现了传统-现代、人物感情，以及对移民的态度三个层面的冲突，体现了移民工作的艰苦与复杂。导演胡炳榴熟稔农村题材，突出了大江、古镇、现代工程三个支点，充满乡土情，讲究诗意和含蓄，充分开掘人物的内在变化。
屈万金是剧中一个有代表性的人物，他既讲原则又讲方法，体现了许多的传统美德。而肖立华似乎工作很有魄力，却缺乏对民情的了解。剧中将历史与现实对比，扩展了艺术空间，而秦应二人的悲剧爱情增强了戏剧感染力。也有论者批评应的思想转变比较突兀，对肖的刻画流于脸谱化。剧中穿插了划龙舟、南曲弹唱、吹埙、祭祖，充满了土家族风情。